# Quận Gove, Kansas
Quận Gove là một quận thuộc tiểu bang Kansas, Hoa Kỳ.
Quận này được đặt tên theo. Theo điều tra dân số của Cục điều tra dân số Hoa Kỳ năm 2000, quận có dân số 2721 người. Quận lỵ đóng ở Gove City,6 còn thành phố đông dân nhất là Quinter.